# Les Suppliantes (Euripide)
Pour les articles homonymes, voir Les Suppliantes.
Les Suppliantes est une tragédie grecque d'Euripide, consacrée à la guerre des Sept Chefs. Elle est représentée pour la première fois vers 423 av. J.-C.. Son titre fait référence à la présence continue du chœur et de femmes en pleurs sur la scène.

## Argument

### Personnages
- Éthra (mère de Thésée)
- Le chœur, composé d'Argiennes, mères des sept guerriers qui avaient accompagné Adraste au siège de Thèbes.
- Thésée (roi d'Athènes)
- Adraste (roi d'Argos)
- Héraut de Créon (roi de Thèbes)
- Athéna
- Evadné (femme de Capanée)
- Iphis (père d'Evadné)
- Des enfants, orphelins des guerriers Argiens
- Un messager

### Plan
- Prologue : Éthra, mère de Thésée, prie Déméter entourée des mères des soldats tombés devant Thèbes. Chant du chœur.
- Épisode 1 : Thésée interroge Adraste et condamne sa folie et son impiété ; les mères supplient Aethra d'intervenir; Thésée cède.
- Stasimon 1 : éloge de Thésée et d'Athènes.
- Épisode 2 : Comparaisons des mérites de la démocratie et de la tyrannie.
- Stasimon 2 : Inquiétudes des mères, les dieux seront-ils favorables à Thésée ?
- Épisode 3 : un messager arrive et annonce la victoire d'Athènes.
- Stasimon 3 : chants de joie et de deuil.
- Épisode 4 : on amène les corps des sept chefs. Thésée fait leur éloge funèbre.
- Stasimon 4 : chants de deuil.
- Épisode 5 : l'épouse de Capanée, crie sa douleur et se jette dans le bûcher de son époux.
- Exodos : Les femmes et des enfants reviennent en portant les cendres de leurs pères. Athéna fait jurer à Adraste de ne plus lutter contre Athènes. On annonce l'expédition des Épigones contre Thèbes.

### Argument
La pièce se déroule devant le temple de Déméter à Eleusis, Éthra (mère de Thésée) est sollicitée par des mères de guerriers d'Argos morts pendant la bataille des Sept Chefs contre Thèbes et privés de sépultures. Adraste, roi d'Argos se lamente avec les mères en pleurs. Il demande de l'aide à Thésée qui accepte après un refus initial. Thésée part pour Thèbes avec son armée mais sans Adraste pour ne pas créer d’ambiguïté entre le motif de son attaque (la récupération des corps) et la tentative d'invasion d'Argos pendant la guerre des Sept Chefs. Un messager Argien, ex-prisonnier des Thébains libéré par Thésée vient annoncer la victoire et la magnanimité de Thésée qui a retenu ses hommes pour éviter le sac de la ville.
Thésée revient avec les corps des guerriers qui sont brûlés ensemble (afin d'épargner aux mères la vision des corps mutilés de leurs fils). Les orphelins des guerriers amènent les cendres de leurs pères à leurs grand-mères avec des promesses de vengeances. Les Argiens reconnaissent à Thésée qu'ils ont une dette envers Athènes mais Athéna qui considère que cela ne suffit pas apparaît sur le toit du temple et demande à Thésée d'exiger la promesse qu'Adraste n'attaquera jamais Athènes. Enfin, Athéna annonce aux enfants qu'ils vengeront leurs pères et feront le sac de la ville de Thèbes.

## Analyse
La pièce sert plusieurs rôles. L'auteur utilise le cadre du récit mythologique de la bataille des Sept Chefs contre Thèbes pour analyser dans un dialogues les vertus des deux grands systèmes politiques de la Grèce antique: la démocratie et la tyrannie. La démocratie est défendue par Thésée figure conventionnelle de la sagesse et de la vertu faisant face à un messager thébain défendant les qualités de la tyrannie. 

« Qui est le souverain (τύραννος) de ce pays ?... – Tu cherches en vain un souverain, car l’État n’est pas aux mains d’un seul homme : il est libre. Le peuple y règne par dévolution annuelle des fonctions à tour de rôle. Nul privilège à la richesse. Le pauvre y est traité sur un pied d’égalité” (v. 399-408). »

Thésée incarne la démocratie dans ses actes. Cédant aux supplications de sa mère, il accepte d'envoyer à Thèbes des messagers qui devront ramener les guerriers argiens morts mais insistant plusieurs fois sur le fait qu'il souhaite demander l'approbation du peuple pour chacune de ses décisions,,.

« je rachèterai les corps de ces guerriers; j'emploierai d'abord les paroles persuasives: si l'on me refuse, je les enlèverai par la force des armes, [...] Mais je désire avoir aussi l'assentiment de la ville entière; et elle le donnera, si je le veux. Mais, en consultant le peuple, je le rendrai plus zélé pour cette cause. Je rai, en effet, constitué en état monarchique, en donnant à cette ville la liberté et l'égalité des suffrages. J'emmène avec moi Adraste, dont la vue appuiera mes discours, et je vais à l'assemblée du peuple ; et, après avoir obtenu son consentement, je rassemblerai l'élite des guerriers d'Athènes ; puis je viendrai ici, je les mettrai sous les armes, et je députerai à Créon, pour lui redemander les morts. »

La notion même de démocratie y est cependant limitée par le fait que le peuple est systématiquement d'accord avec les souhaits de son chef. Comme souvent dans les récits d'Euripide, le peuple dans Les Suppliantes accepte « Volontiers et de bon cœur (ἑκοῦσά γ᾿ ἀσμένη τ’) » les demandes de Thésée.